# Frederikshavn Kommunes Biblioteker
Frederikshavn Kommunes Biblioteker omfatter bibliotekerne i Frederikshavn, Skagen, Sæby, Østervrå, Ålbæk og 2 bogbusser, og udgør biblioteksvæsnet i Frederikshavn Kommune.

## Bibliotekerne

### Frederikshavn Bibliotek
Frederikshavn Bibliotek er beliggende i Kulturhuset og rummer bibliotek, kunstmuseum, Borgerservice. I umiddelbar tilknytning hertil ligger svømmehal og dagcenter for ældre. Kulturhuset er opført i 1987. Kulturhusets samlede areal er på 7.300 m2, hvoraf biblioteket udgør de 4.740 m2.
Den gennemførte ganglinje fra parkeringsplads ved svømmehallen mod nord til rådhuspladsen mod syd er besluttet ud fra nogle byplanmæssige ønsker, ligesom Det rådgivende Handicapudvalg har haft stor indflydelse på brugen af måtter i bygningen.

### Skagens Bibliotek
Den 15. marts 1869 startede foreningen Skagens Folkebibliotek sin virksomhed med en bogbestand på 636 bind. Året før havde lodoldermanden, præsten, byfogeden og byens skolelærer sendt en skrivelse til biblioteker, forlæggere og kendte mænd landet over og appelleret om støtte til oprettelse af en almuebogsamling med bøger af fædrelandshistorisk, topografisk og andet passende indhold, der kunne vænne folk af med at hænge i butikkerne og drikke brændevin i deres ledige stunder.
Biblioteket lå i præstegården, flyttede så hen i Vesterby Skole, men vendte tilbage til pastor Tønnesens tørvehus. I 1906 blev biblioteket opstillet i et værelse på Realskolen, men førte stadig en anonym tilværelse indtil lærer Kristian Krarup fra 1911 kastede sig over bogbestanden. I første omgang blev biblioteket flyttet hen i kæmnerkontorets venteværelse, hvorfra der var udlån to gange om ugen. Efter en reorganisering fandt biblioteket plads i den gamle realskole på Sct. Laurentii Vej 18 – det nuværende Virkelyst – hvor det blev liggende fra 1920 til 1962.
I 1929 rejste Krarup til Hadsten og biblioteket sygnede atter hen. Med bistand af overbibliotekaren i Hjørring, Helge Nielsen, blev biblioteket atter reorganiseret i 1937 og bankassistent Poul Møller blev ansat som bibliotekar.
Ved 75 års jubilæet i 1944 havde man en bogbestand på 4500 bind, men helt fortvivlede lokaleforhold. Den tidligere læsesal var således overgivet til Husmoderforeningens Køkkenskole, og først i 1955 fik man lokalet tilbage.
Fra 1947 overtog kommunen ansvaret for biblioteket, og Ingeborg Bruun Jensen, der havde været ansat som assistent under Poul Møller, overtog ledelsen. I 1960 var man kommet op på 15.900 bind med et imponerende årligt udlån på 55.526 bind. Kassation i bogbestanden var helt speciel. Næsten opslidte bøger blev fordelt på Skagens kuttere, og når fiskerne havde læst dem, røg de udenbords.
Samtidig med at man i 1962 flyttede over i Sparekassebygningen på Sct. Laurentii Vej 23 blev Johs. Daubjerg-Pedersen ansat som børnebibliotekar.
Byrådet var ambitiøs på biblioteksområdet og besluttede samme efterår at udvide og ombygge biblioteksbygningen og indrette en lejlighed på 2. sal til bibliotekets brug.
Daubjerg blev i 1965 afløst af Birgit Wanting og samme år blev hendes mand, Henning Rasmussen, ansat som ny overbibliotekar i stedet for Ingeborg Jensen. I de følgende år udviklede biblioteket sig eksplosivt og blev forsidestof, da man i 1968 begyndte at holde åbent om søndagen. Samtidig overtog man Sct. Laurentii Vej 18, hvor ét af landets første musikbiblioteker blev indrettet.
I 1977 rejste Henning Rasmussen til Australien og Helene Rommelhoff blev ny overbibliotekar. Hun afløstes af Pernille Munch, der fra 1982 til 2006 stod i spidsen for biblioteksvæsenet. Pr. 1. januar 2007 blev bibliotekerne i Sæby, Frederikshavn og Skagen lagt sammen. Fra august 2006 til udgangen af 2007 har Peter Hansen fungeret som biblioteksleder i Skagen.
Netop nu arbejder man på at få integreret biblioteket i det kulturhus der skal etableres i Kappelborgskolen.

### Sæby Bibliotek
Sæby Bibliotek er opført i 2003 af Sæby Kommune. Pris kr. 9.276.586,-.
Bygningen er tegnet af Frank Svendsen fra Croquis Arkitekter A/S og har et etage-areal på 840 m2, og hovedbygningens mål er (l x b x h) 36,83 x 17,63 x 6,87 meter. De udvendige overflader består af 5 materialetyper: sort beton, gul facadetegl, sortmalet aluminium, glas, samt afdækninger og nedløb i kobber.

### Østervrå Bibliotek
Østervrå Bibliotek er en mindre filial, der kun holder åbent to gange om ugen, mandag og torsdag.

### Bogbus
Frederikshavn Kommunes Biblioteker havde 2 bogbusser, 1 almindelig bogbus og en børnebogbus, Frederikke, der betjener børneinstitutioner m.m. i kommunen. I Frederikke findes materialer som pegebøger for de mindste børn, billedbøger, sprogkufferter, sprogstimulerende spil, højtlæsningsbøger, musik-cd'er, lydbøger, læs-let-bøger og fagbøger om diverse emner. Bogbussen er lukket 1. januar 2015 som følge af en besparelse.

## Tilbud

### Biblioteket kommer
Bibliotekerne har en omfattende "Biblioteket-kommer-ordning": Udbringning af bøger og andre materialer til borgere, der ikke selv er i stand til at besøge bibliotekerne.

### Biblioteksorientering
Frederikshavn Bibliotek tilbyder biblioteksorientering til kommunens 8. klasser, der bl.a. skal gøre eleverne bedre klædt på til opgaver i folkeskolen, men også frem i livet. Samtidig er målet med biblioteksorienteringen, at eleverne som brugere gerne skulle blive mere fortrolige med biblioteket og dets muligheder.

### Børnebiblioteket som Eksperimentarium
Frederikshavn Bibliotek og Hjørring Bibliotek samarbejder omkring Børnebiblioteket som Eksperimentarium, et udviklingsprojekt, der arbejder med nye formidlingsformer i børnebiblioteket. Der er etableret 2 formidlingszoner: Det runde Rum på Frederikshavn Bibliotek (marts 2005) og Runde 2 på Hjørring Bibliotek (december 2005).
Projektet har i perioden 2003 – 2006 modtaget støtte fra Biblioteksstyrelsens udviklingspulje for folke- og skolebiblioteker. De runde Rum er udviklet i samarbejde med firmaet AVnatura.

### Materialer til fremmedsprogede
Biblioteket har bøger på engelsk, tysk, fransk, spansk, italiensk, tamil og persisk. Aviser på tamilsk og persisk. Og tidsskrifter på tamilsk og bosnisk.
Derudover har det i øjeblikket depoter fra Indvandrerbiblioteket på arabisk, persisk, vietnamesisk, bosnisk/kroatisk/serbisk og tamilsk.

### Frederikshavnerrum
Frederikshavnerrummet på Frederikshavn Bibliotek blev indviet i marts 2004 med støtte fra Biblioteksstyrelsens Udviklingspulje. Ideen med rummet er at give plads til udstillinger og debat om lokale emner, som både kan være helt aktuelle og af historisk interesse. Alle skal i princippet kunne komme til orde, så rummet er også et demokratisk rum, hvor meninger kan brydes. Derfor er der opstillet en touchskærm, som dels giver adgang til en række powerpointshows om forskellige lokale emner, dels giver mulighed for at sende en mail af sted med ris og ros eller gode ideer. Beskeden går via rådhuset til den ansvarlige embedsmand/politiker, som så har mulighed for at svare borgeren direkte. Man kan også skrive sin mening mere uforpligtende på gule sedler på en såkaldt maoistisk vægavis.
Rummet er allerede blevet brugt til eksponering af mange forskellige slags udstillinger ligefra forslag om "Lad vandet komme til byen" til model af "Kunstig skibakke", "Højhus", "Ambitionsfabrik", et projekt for unge til "Månedens Butik".
Nogle af udstillingerne suppleres af et fyraftensmøde om emnet.

## Lydavis
Frederikshavn Kommunes Biblioteker udgiver og redigerer 3 ugentlige lydaviser.
Lydaviserne indeholder artikler og notitser fra de lokale aviser.
Avisen er forbeholdt blinde, svagtseende, ordblinde og andre handicappede i Frederikshavn Kommune, som ikke er i stand til at læse en almindelig avis. Lydaviserne udgives på p.t. kassettebånd og der arbejdes intenst på i løbet af foråret 2008 at få etableret én fælles digital lydavis i Daisy-format.
Lydavisen er gratis og udbringes med posten.

## Samarbejde
Biblioteket har betjeningsoverenskomst med Læsø Kommune, Statsfængslet på Kragskovhede, Frederikshavn Arresthus, Søværnets grund- og sergentskole og Sygehus Vendsyssel, Frederikshavn.
Biblioteket har et samarbejde med Frederikshavn Gymnasium & HF-kursus, forstået på den måde, at bibliotekaren arbejder begge steder. Bibliotekaren arbejder 21 timer om ugen på gymnasiet og 15 timer om ugen på Frederikshavn Bibliotek.